# Statistiche e record dell'Unione Sportiva Palmese
Nella presente pagina sono riportate le statistiche nonché record riguardanti la Palmese, società calcistica italiana con sede a Palmi.

## Partecipazione alle competizioni

### Campionati nazionali
| Livello | Categoria                           | Partecipazioni | Debutto   | Ultima stagione | Totale |
| ------- | ----------------------------------- | -------------- | --------- | --------------- | ------ |
| 3º      | Prima Divisione                     | 2              | 1933-1934 | 1934-1935       | 4      |
| 3º      | Serie C                             | 2              | 1938-1939 | 1951-1952       | 4      |
| 4º      | Promozione                          | 3              | 1948-1949 | 1950-1951       | 16     |
| 4º      | IV Serie                            | 1              | 1952-1953 | 1952-1953       | 16     |
| 4º      | Serie D                             | 12             | 1965-1966 | 2019-2020       | 16     |
| 5º      | Campionato Interregionale - 2ª Cat. | 1              | 1957-1958 | 1957-1958       | 7      |
| 5º      | Campionato Interregionale           | 6              | 1982-1983 | 1987-1988       | 7      |

### Campionati regionali
| Livello | Categoria             | Partecipazioni | Debutto   | Ultima stagione | Totale |
| ------- | --------------------- | -------------- | --------- | --------------- | ------ |
| 1º      | Seconda Divisione     | 1              | 1932-1933 | 1932-1933       | 41     |
| 1º      | Prima Divisione       | 3              | 1937-1938 | 1947-1948       | 41     |
| 1º      | Promozione            | 13             | 1953-1954 | 1990-1991       | 41     |
| 1º      | Campionato Dilettanti | 1              | 1958-1959 | 1958-1959       | 41     |
| 1º      | Prima Categoria       | 4              | 1963-1964 | 1969-1970       | 41     |
| 1º      | Eccellenza            | 19             | 1991-1992 | 2024-2025       | 41     |
| 2º      | Seconda Categoria     | 2              | 1960-1961 | 1962-1963       | 11     |
| 2º      | Prima Categoria       | 2              | 1978-1979 | 1980-1981       | 11     |
| 2º      | Promozione            | 7              | 1997-1998 | 2022-2023       | 11     |

### Coppe nazionali
| Competizione            | Partecipazioni | Debutto   | Ultima stagione | Totale |
| ----------------------- | -------------- | --------- | --------------- | ------ |
| Coppa Italia            | 1              | 1938-1939 | 1938-1939       | 1      |
| Coppa Italia Serie D    | 5              | 2015-2016 | 2019-2020       | 5      |
| Coppa Italia Dilettanti | 12             | 1969-1970 | 1997-1998       | 12     |

### Coppe regionali
| Competizione                     | Partecipazioni | Debutto   | Ultima stagione | Totale |
| -------------------------------- | -------------- | --------- | --------------- | ------ |
| Coppa Italia Dilettanti Calabria | 25             | 1991-1992 | 2020-2021       | 25     |
| Supercoppa Calabria              | 3              | 1999-2000 | 2014-2015       | 3      |

## Statistiche di squadra

### Piazzamento finale
Di seguito viene proposto il posizionamento finale della squadra nei vari campionati, compreso il passaggio o mantenimento di categoria tra i vari livelli, dagli anni trenta ad oggi:
Legenda:
      Serie C.       Serie D.       Massimo campionato regionale.       Secondo campionato regionale.

### Record in Prima Divisione/Serie C
Le seguenti statistiche riguardano i quattro campionati di III livello disputati nella sua storia dalla Palmese:
| Migliori - Massimo punteggio in classifica: 33 punti (1934-35); - Maggior numero di partite vinte: 13 vittorie (1934-35); - Maggior numero di partite pareggiate: 8 pareggi (1933-34); - Minor numero di partite perse: 3 sconfitte (1938-39); - Maggior numero di reti segnate: 52 (1951-52); - Minor numero di reti subite: 17 (1934-35); - Vittoria più ampia in casa: Palmese-Reggina 7-0 (1934-35); - Vittoria più ampia in trasferta: Reggina-Palmese 0-4 (1934-35). | Peggiori - Minor punteggio in classifica: 18 punti (1938-39); - Minor numero di partite vinte: 8 vittorie (1933-34, 1938-39); - Minor numero di partite pareggiate: 3 pareggi (1938-39); - Maggior numero di partite perse: 16 sconfitte (1951-52); - Minor numero di reti segnate: 25 (1938-39); - Maggior numero di reti subite: 89 (1951-52); - Sconfitta più ampia in casa: Palmese-Bari 0-4 (1951-52); - Sconfitta più ampia in trasferta: Lecce-Palmese 7-0 (1938-39). |

### Partite importanti
Di seguito viene proposto l'elenco delle gare ufficiali disputate dalla Palmese contro società blasonate che, nella loro storia, hanno militato anche in Serie A. Sono comprese anche le gare contro le squadre B di Napoli e Palermo. Sono pertanto escluse le numerose amichevoli infrasettimanali e/o di precampionato svolte, ad esempio, contro la Reggina o il Catanzaro. In grassetto vengono evidenziati i risultati di prestigio per la squadra nero-verde.
| Società             | Stagione | In casa | In trasferta |
| ------------------- | --- | --- | --- |
| Bari                | Serie C 1951-1952 Serie D 2018-2019 | Palmese-Bari 0-4 Palmese-Bari 0-0 | Bari-Palmese 0-1 Bari-Palmese 1-0 |
| Benevento           | Prima Divisione 1934-1935 Serie C 1951-1952 | Palmese-Benevento 0-0 Palmese-Benevento 3-1 | Benevento-Palmese 1-1 Benevento-Palmese 3-1 |
| Catania             | Prima Divisione 1933-1934 Serie C 1938-1939 Coppa Italia 1938-1939                                                                                     | Palmese-Catania 0-0 Palmese-Catania 1-0 - | Catania- Palmese 7-1 Catania- Palmese 3-0 Catania- Palmese 0-2                                                                                                |
| Catanzaro           | Prima Divisione 1937-1938 Serie C 1951-1952 IV Serie 1952-1953                                                                                         | Palmese-Fascista Catanzarese ? Palmese-Catanzaro 2-1 Palmese-Catanzaro 0-4                                                                                    | Fascista Catanzarese-Palmese ? Catanzaro-Palmese 4-1 Catanzaro-Palmese 2-0                                                                                    |
| Lecce               | Serie C 1938-1939 Serie C 1951-1952 | Palmese-Lecce 0-1 Palmese-Lecce 1-5 | Lecce-Palmese 7-0 Lecce-Palmese 4-3 |
| Messina             | Serie C 1938-1939 Serie D 1973-1974 Serie D 2017-2018 Serie D 2018-2019                                                                                | Palmese-Messina 3-1 Palmi-Messina 0-1 Palmese-Messina 1-1 Palmese-Messina 3-0                                                                                 | Messina-Palmese 1-0 Messina-Palmi 1-1 Messina-Palmese 4-4 Messina-Palmese 2-0                                                                                 |
| Napoli (squadra B)  | Prima Divisione 1933-1934 | Palmese- Napoli B 1-0 | Napoli B-Palmese 2-0 |
| Palermo (squadra B) | Prima Divisione 1933-1934 | Palmese- Palermo B 2-0 | Palermo B-Palmese 0-3 |
| Reggina             | Prima Divisione 1933-1934 Prima Divisione 1934-1935 Prima Divisione 1937-1938 Serie C 1938-1939 Serie C 1951-1952 IV Serie 1952-1953 Serie D 2015-2016 | Palmese-Reggina 1-2 Palmese-Reggina 7-0 Palmese-La Dominante 1-3 Palmese-La Dominante 5-0 Palmese-Reggina 1-3 Palmese-Reggina 4-2 Palmese-Reggio Calabria 0-1 | Reggina-Palmese 1-1 Reggina-Palmese 0-4 La Dominante-Palmese 3-0 La Dominante-Palmese 2-4 Reggina-Palmese 1-1 Reggina-Palmese 3-1 Reggio Calabria-Palmese 4-3 |
| Salernitana         | Prima Divisione 1933-1934 Prima Divisione 1934-1935 | Palmese-Salernitana 1-2 Palmese-Salernitana 3-1 | Salernitana-Palmese 1-1 Salernitana-Palmese 0-0 |

Altri importanti derby regionali disputati in campionati e coppe nazionali e/o interregionali (escluso quindi quelli giocati in ambito regionale), sono i seguenti:
| Società            | Stagione | In casa | In trasferta |
| ------------------ | --- | --- | --- |
| Bagnarese          | Serie D 1968-1969 | Palmese-Bagnarese 2-1 | Bagnarese-Palmese 0-1 |
| Castrovillari      | Campionato Interregionale 1957-1958 Campionato Interregionale 1982-1983 Campionato Interregionale 1983-1984 Campionato Interregionale 1984-1985 Serie D 2016-2017 Serie D 2018-2019 | Palmese-Castrovillari 2-1 Palmese-Castrovillari 3-1 Palmese-Castrovillari 2-2 Palmese-Castrovillari 3-0 Palmese-Castrovillari 1-4 Palmese-Castrovillari 0-0 | Castrovillari-Palmese 2-0 Castrovillari-Palmese 1-0 Castrovillari-Palmese 2-1 Castrovillari-Palmese 0-0 Castrovillari-Palmese 2-0 Castrovillari-Palmese 0-0 |
| Cittanovese        | Serie D 2017-2018 Serie D 2018-2019 | Palmese-Cittanovese 0-0 Palmese-Cittanovese 1-3 | Cittanovese-Palmese 1-1 Cittanovese-Palmese 3-3 |
| Corigliano         | Campionato Interregionale 1982-1983 | Palmese-Corigliano 2-2 | Corigliano-Palmese 2-3 |
| Cosenza            | Prima Divisione 1933-1934 Prima Divisione 1934-1935 Serie C 1938-1939 Serie C 1951-1952 IV Serie 1952-1953 Serie D 1974-1975                                                        | Palmese-Cosenza 2-1 Palmese-Cosenza 1-4 Palmese-Cosenza 3-3 Palmese-Cosenza 2-2 Palmi-Cosenza 0-3                                                           | Cosenza-Palmese 3-1 Cosenza-Palmese 2-0 Cosenza-Palmese 4-1 Cosenza-Palmi 3-1                                                                               |
| Gioiese            | Serie D 1972-1973 Serie D 1973-1974 Serie D 1974-1975 Campionato Interregionale 1983-1984                                                                                           | Palmi-Gioiese 0-0 Palmi-Gioiese ? Palmi-Gioiese 0-0 Palmese-Gioiese 2-1                                                                                     | Gioiese-Palmi 4-1 Gioiese-Palmi ? Gioiese-Palmi ? Gioiese-Palmese 2-1                                                                                       |
| Isola Capo Rizzuto | Coppa Italia Serie D 2017-2018 Serie D 2017-2018 | Palmese-Isola Capo Rizzuto 3-0 Palmese-Isola Capo Rizzuto 1-0                                                                                               | - Isola Capo Rizzuto-Palmese 1-2 |
| Locri              | Serie D 2018-2019 | Palmese-Locri 1-2 | Locri-Palmese 2-1 |
| Paolana            | Campionato Interregionale 1982-1983 | Palmese-Paolana 1-2 | Paolana-Palmese 0-0 |
| Rende              | Serie D 2015-2016 Coppa Italia Serie D 2015-2016 Serie D 2016-2017 | Palmese-Rende 1-0 - Palmese-Rende 4-1 | Rende-Palmese 1-2 Rende-Palmese 2-1 Rende-Palmese 0-1 |
| Roccella           | Serie D 2015-2016 Coppa Italia Serie D 2015-2016 Serie D 2016-2017 Serie D 2017-2018 Serie D 2018-2019                                                                              | Palmese-Roccella 0-1 - Palmese-Roccella 1-1 Palmese-Roccella 2-0 Palmese-Roccella 1-1                                                                       | Roccella-Palmese 2-2 Roccella-Palmese 1-2 Roccella-Palmese 3-1 Roccella-Palmese 2-2                                                                         |
| Rosarno            | Campionato Interregionale 1987-1988 | Palmese-Nuova Rosarnese 1-0 | Nuova Rosarnese-Palmese 1-0 |
| Sersale            | Serie D 2016-2017 Coppa Italia Serie D 2016-2017 | Palmese-Sersale 2-0 Palmese-Sersale 3-0 | Sersale-Palmese 1-3 - |
| Siderno            | Serie D 1968-1969 | Palmese-Siderno 1-1 | Siderno-Palmese 0-0 |
| Vibonese           | Serie D 1974-1975 Campionato Interregionale 1983-1984 Campionato Interregionale 1987-1988 Serie D 2015-2016 Serie D 2017-2018                                                       | Palmi-Nuova Vibonese 0-0 Palmese-Nuova Vibonese 2-1 Palmese-Nuova Vibonese 1-0 Palmese-Vibonese 1-0 Palmese-Vibonese 1-3                                    | Nuova Vibonese-Palmi ? Nuova Vibonese-Palmese 1-0 Nuova Vibonese-Palmese 0-0 Vibonese-Palmese 4-1 Vibonese-Palmese 3-1                                      |
| Vigor Lamezia      | Campionato Interregionale 1986-1987 Serie D 2015-2016 | Palmese-Vigor Lamezia 1-1 Palmese-Vigor Lamezia 6-2 | Vigor Lamezia-Palmese 1-0 |